# Wampum (Pensilvania)
Wampum es un borough ubicado en el condado de Lawrence en el estado estadounidense de Pensilvania. En el año 2000 tenía una población de 678 habitantes y una densidad poblacional de 284 personas por km².

## Geografía
Wampum se encuentra ubicado en las coordenadas 40°53′19″N 80°20′23″O / 40.88861, -80.33972.

## Demografía
Según la Oficina del Censo en 2000 los ingresos medios por hogar en la localidad eran de $29,205 y los ingresos medios por familia eran $36,094. Los hombres tenían unos ingresos medios de $31,023 frente a los $26,071 para las mujeres. La renta per cápita para la localidad era de $15,598. Alrededor del 17.9% de la población estaba por debajo del umbral de pobreza.